# Đa nguyên
Đa nguyên theo nghĩa tổng quát triết học là sự xác nhận và chấp nhận tính đa dạng. Khái niệm này thường được dùng theo nhiều cách khác nhau trong nhiều vấn đề khác nhau. Trong chính trị, sự xác nhận tính phong phú về các mối quan tâm và niềm tin của toàn thể công dân là một trong số các đặc tính quan trọng của nền dân chủ hiện đại. Trong khoa học, khái niệm này thường miêu tả quan điểm cho rằng có vài, không phải duy nhất, phương pháp, lý thuyết hay quan điểm là hợp lý hoặc đáng tin cậy. Thái độ này được cho là một yếu tố quan trọng cho tiến bộ khoa học. Thuật ngữ đa nguyên cũng được dùng với một số nghĩa khác trong ngữ cảnh tôn giáo và triết học.
Trong chính trị, Đa nguyên được hiểu là sự đa dạng về ý thức hệ. Trong văn hóa – dân tộc, Đa nguyên là sự đa dạng về sắc màu văn hóa – dân tộc.

## Triết học
Học thuyết triết học đa nguyên luận chỉ thừa nhận sự tồn tại của nhiều nguyên thể khác biệt, độc lập với nhau trong thế giới, thế giới được hợp thành bởi nhiều bản nguyên.

## Tôn giáo tín ngưỡng,tâm linh học
Trong tôn giáo học, tính đa nguyên còn chỉ sự tồn tại của nhiều tôn giáo trong một xã hội. Hiện nay trong cuộc sống, nhiều chính quyền đã phải thừa nhận xu hướng "Đa nguyên trong tôn giáo", nghĩa là chấp nhận nhiều tôn giáo mới du nhập trên mặt pháp lý lẫn thực địa.
Việc thừa nhận nhiều tôn giáo trong một xã hội xuất hiện nhiều ở các nước Phương Đông hơn các nước Phương Tây vì ở Phương Tây Kitô giáo mang một tính chất độc quyền, phản đối tính đa nguyên tôn giáo, gắn cho các tôn giáo khác cái mác dị giáo trong một thời gian dài.

## Kinh tế – chính trị
Học thuyết đa nguyên trong kinh tế – chính trị học cho rằng cần có nhiều lực lượng chính trị, nhiều đảng phái trong một quốc gia (chống lại vai trò độc quyền lãnh đạo của một đảng); nhiều thành phần kinh tế cùng tồn tại và đua tranh với nhau, không có thành phần kinh tế chủ đạo.